# Rhabdoblatta imitans
Rhabdoblatta imitans är en kackerlacksart som först beskrevs av Brunner von Wattenwyl 1893.  Rhabdoblatta imitans ingår i släktet Rhabdoblatta och familjen jättekackerlackor. Inga underarter finns listade i Catalogue of Life.